# Флаг Приазовского сельского поселения
Флаг муниципального образования Приазо́вское сельское поселение Приморско-Ахтарского района Краснодарского края Российской Федерации — опознавательно-правовой знак, служащий официальным символом муниципального образования.
Флаг утверждён 17 ноября 2011 года решением Совета Приазовского сельского поселения № 94 и 21 декабря 2011 года внесён в Государственный геральдический регистр Российской Федерации с присвоением регистрационного номера 7358.
Флаг Приазовского сельского поселения отражает исторические, культурные, социально-экономические, национальные и иные местные традиции.

## Описание
«Прямоугольное полотнище с отношением ширины к длине 2:3, состоящее из четырёх равных частей, образованных диагоналями: голубой — вверху, зелёной — внизу и жёлтых по бокам, поверх нисходящей диагонали изображена красная полоса (шириной в 1/3 ширины полотнища) с шестью жёлтыми пятилучевыми звездами, положенными вдоль полосы».

## Обоснование символики
История Приазовского сельского поселения отсчитывается с 24 июля 1930 года, когда решением Кубанского окружного исполкома был образован Приазовский сельский округ. Пятнадцать тысяч гектаров земли, выделенные под организацию совхоза, быстро и успешно осваивались. Навсегда сохранятся в памяти жителей 1948-49 года, когда были получены рекордно высокие урожаи пшеницы, за которые сразу шестерым жителям были присвоены почётные звания «Герой Социалистического Труда»: М. А. Букаревой, Е. И. Применко, Л. Л. Худоверову, Н. М. Милешиной, А. А. Чуприной, И. П. Колодий. Красная полоса с жёлтыми (золотыми) звёздами аллегорически говорит об этом знаменательном событии и символизирует трудовые достижения местных жителей.
Красный цвет — символ труда, мужества, силы, красоты и праздника.
Символика деления флага многозначна.
— деление аллегорически показывает, что новая центральная усадьба была построена на разъезде железной дороги «Краснодар—Ахтари».
— четыре части, составляющие единое полотнище, указывают на четыре населённых пункта, вошедших в состав муниципального образования: станица Приазовская, посёлки Максима Горького и Центральный и село Пригородное.
— цвета полей флага аллегорически показывают природные богатства края:
— зелёный цвет символизирует весну, здоровье, природу, молодость и надежду.
— жёлтый цвет (золото) — это не только символ урожая, богатства и стабильности, но и показывает, находящиеся на территории поселения залежи глины.
— голубой цвет указывает на запасы подземных вод, имеющиеся в районе. Голубой цвет — цвет воды и бескрайнего неба, а также традиционный символ возвышенных устремлений, чести, благородства.